# Aphilopota reducta
Aphilopota reducta är en fjärilsart som beskrevs av Pierre E.L. Viette 1973. Aphilopota reducta ingår i släktet Aphilopota och familjen mätare. Inga underarter finns listade i Catalogue of Life.